# Bundeshandelsakademie Laa an der Thaya
Die Bundeshandelsakademie und Bundeshandelsschule Laa an der Thaya ist eine Handelsakademie in Laa an der Thaya in Niederösterreich.

## Vorgeschichte
Schon um 1880 begann man eine höhere gewerbliche oder landwirtschaftliche Ausbildung anzudenken und auf Betreiben der Laaer Kaufmannschaft wurde 1918 eine Handelsschule errichtet, jedoch konnte sich diese nicht lange halten. So blieb der Wunsch nach einer Wirtschaftsschule aufrecht. 1934 veröffentlichte Otto Farny in der Lokalpresse einen Artikel, in dem er dringend die Errichtung einer Wirtschaftsschule urgierte. Jahre später gründeten einige Laaer Geschäftsleute einen Verein zur Förderung der Städtischen Kaufmännischen Wirtschaftsschule und gaben damit einen weiteren Anstoß zur Errichtung einer Schule. Der damalige provisorische Leiter der Oberschule, Anton Zippe, stellte Räumlichkeiten zur Verfügung, und so begann im September 1938 für 46 Burschen und 30 Mädchen in zwei Klassen die kaufmännische Ausbildung. Schon im nächsten Jahr übersiedelte die Schule in den zweiten Stock des Rathauses der Stadt Laa.
Als ab 1963 die Handelsschulen dreijährig wurden und die Teilungsziffer für Parallelklassen 36 Schüler betrug, stellte die Stadtgemeinde im Schüler- und Jugendheim beim Bundesgymnasium und Bundesrealgymnasium Laa an der Thaya zunächst nur einen Raum zur Verfügung, aber bereits im Dezember übersiedelte die gesamte Handelsschule in dieses neue Gebäude.

## Gründung
Dem Trend zur höheren Berufsbildung folgend, wurde in Laa 1966 auch eine Handelsakademie eingerichtet, die erste im Weinviertel. Die erste Schulklasse begann im September 1966, und im Oktober 1967 wurde das alte saniertes Gebäude auf dem Marktplatz für den Schulbetrieb übergeben und in der Folge immer besser mit Sonderunterrichtsräumen ausgestattet, zu deren Finanzierung ab 1971 auch der Fonds der Wiener Kaufmannschaft gewonnen werden konnte; dennoch blieb die Raumnot groß, trotz neu zur Verfügung gestellter Klassenräume auf dem Burgplatz.
Die Bemühungen um einen Neubau führten im Oktober 1984 mit dem Baubeginn des heutigen Schulgebäudes zum Erfolg. Das neue Gebäude beim Bahnhof konnte 1989 bezogen werden.

## Schulprofil
Die Handelsakademie Laa an der Thaya ist auf moderne Unterrichtsgestaltung bedacht und bietet Unterricht in Laptop-Klassen und auf Lernplattformen in digitalen Clouds. auch auf Internationalität wird in der Handelsakademie in Laa Wert gelegt: Die Jugendlichen lernen während diverser Auslandsaufenthalte, darunter im Zuge der kostenlosen Erasmus+-Reisen, neue Kulturen kennen und dabei wird auch Sprachenvielfalt vermittelt. Durch ein vielfältiges Seminarangebot haben die Schüler schon ab dem ersten Jahrgang eine große Wahlmöglichkeit, sie können individuell aus den Bereichen Informatik, Sprachen, Recht, Gesundheit und Ökologie, sowie aus kreativen und sportlichen Bereichen wählen.

## Leitung
- seit 2014 Christian Rindhauser (2014–2016 provisorisch, seit 25. November 2016 offiziell)
- 2004–2014 Brigitte Schuckert
- 1977–1999 Rudolf Fürnkranz

## Bekannte Lehrer
- Johanna Mikl-Leitner (* 1964), Landeshauptfrau